# مرغ کارتر
مرغ کارتر (نام علمی: Carterornis) نام یک سرده از خانواده مگس‌گیر شهریار است.

## گونه ها
- شهریارک گوش‌سفید (Carterornis leucotis)
- شهریارک سفیدقفا (Carterornis pileatus)
- شهریارک زرین (Carterornis chrysomela)